# E tu.../Chissà se mi pensi
E tu.../Chissà se mi pensi è l'ottavo singolo a 45 giri di Claudio Baglioni, pubblicato in Italia dall'RCA Italiana nel maggio 1974.

## Il singolo
Entrambi i brani furono scritti da Claudio Baglioni e Antonio Coggio (anche produttore dell'album) per la musica, mentre il testo è del solo Baglioni; vennero scelti come singolo dall'album omonimo, nell'estate del 1974. Entrambe le canzoni sono arrangiate da Vangelis. Da notare che sul singolo appare un missaggio di  E tu... differente da quello presente sull'LP.

## Tracce
Testi e musiche di Antonio Coggio, Claudio Baglioni.
1. E tu... – 4:57
2. Chissà se mi pensi – 3:54

Durata totale: 8:51

## Brani
La prima canzone descrive un pomeriggio di due fidanzati al mare. Tra abbracci senza troppe parole, rincorrersi per gioco, scherzare tra loro con complicità, sguardi dolci e carezze in viso. Lui capisce di essere davvero innamorato e che è lei per ora il grande amore, quello che sogni e non sai se davvero esiste, ma quando lo trovi tutto il resto passa in secondo piano.
Nella seconda il protagonista è innamorato di una ragazza, ma ancora non le ha detto tutto quello che sente e che prova per lei. Così, immagina come lei stia passando la notte, se si gira e rigira perché non riesce a dormire, se ha accanto a sé quel suo peluches, se ha la luce accesa o spenta. Ma soprattutto si chiede speranzoso se lei lo stia pensando, se lo vorrebbe lí in quel momento, e se un giorno staranno insieme.

## Accoglienza
Il singolo debuttò nella classifica dei singoli più venduti in Italia al settimo posto il 6 luglio 1974. Dopo poche settimane, il 27 luglio, salì in vetta alla classifica, scalzando la celebre Piccola e fragile di Drupi. Il 26 ottobre il singolo scese al secondo posto. Complessivamente rimase in vetta per dodici settimane non consecutive, e per sei mesi in top ten, diventando un piccolo record nella carriera di Baglioni. Infatti il suo precedente miglior successo, Questo piccolo grande amore era stato alla posizione numero uno per sei settimane, ed in top ten per poco più di quattro mesi. Il singolo vendette 500 000 copie, e fu certificato disco d'oro. Quello stesso anno il cantautore romano vinse il Festivalbar con il brano. Alla fine dell'anno, il singolo risultò il più venduto in Italia.

### Classifiche
| Posizione | 7 | 3 | 3 | 1 | 2 | 1 | 1 | 1 | 1 | 1 | 1 | 1 | 1 | 1 | 1 | 1 | 2 | 2 | 2 | 2 | 5 | 4 | 9 | 9 |

## Cover
E tu... è stata registrata da Marco Carta nel suo album di esordio Ti rincontrerò del 2008; è stata inoltre interpretata dal vivo, nel 2001, durante il varietà televisivo Stasera pago io da Fiorello in duetto con Laura Pausini. Lo stesso Fiorello l'ha incisa nell'album Finalmente tu del 1995. Nel 2012 il cantante Al Bano la incide in lingua italiana e in lingua spagnola. Chissà se mi pensi è invece stata incisa, con qualche modifica nel testo, da Nada.